# Браун, Джуди
Джудит («Джуди») Линн Браун-Кинг — американская легкоатлетка, выступавшая в основном в беге на 400 метров с барьерами.
Выступила за США на Летних Олимпийских играх 1984 года, проходивших в Лос-Анджелесе, где выиграла серебряную медаль в беге на 400 метров с барьерами у женщин.
Браун является двукратной золотой медалисткой Панамериканских игр 1983 и 1987 годов, и двенадцатикратной чемпионкой Big Ten беговых видах лёгкой атлетики. В 1987 году её выбрали Спортсменкой года по версии журнала Sports Illustrated.
В Университете штата Мичиган Браун получила степень бакалавра по аудиологии и науке о речи и степень магистра в области образования. Также она получила степень доктора философии по государственному и муниципальному управлению в Университете Западного Мичигана.